# 赣州瑞金机场
赣州瑞金机场位于江西省赣州市瑞金市叶坪镇，是一个在建的民用机场。距瑞金市中心约10千米，飞行区等级4C。于2020年6月30日开工建设，预计于2025年正式通航，届时将成为赣州市继黄金机场后的第二个民用机场。

## 歷史
2014年12月11日，瑞金民用机场选址评审会召开 。
2015年7月，瑞金民用机场选址获中国民用航空局批复 。
2019年1月30日，瑞金民用机场获国务院、中央军委联合批复 ；12月12日，瑞金民用机场可行性研究报告获中国国家发展和改革委员会批复 。
2020年5月，瑞金民用机场总体规划（2020版）获中国民用航空华东地区管理局批复 ；6月30日，瑞金民用机场正式开工建设 。
2022年10月14日，瑞金民用机场跑道贯通 ；10月20日，瑞金民用机场交由江西机场集团运营管理 
2023年11月3日，瑞金民用机场获中国民用航空局批复命名为“赣州瑞金机场” 
2024年7月，经由中国民用航空飞行校验中心一系列测试、校准和评估，瑞金机场校验飞行测试合格。
2024年12月26日，赣州瑞金机场顺利完成验证试飞，各项验证指标正常，符合行业标准。

## 硬件设施

### 航站楼
赣州瑞金机场航站楼面积为7000平方米，航管楼面积1200平方米，塔台高度35米，航空货站500平方米。
航站楼一层为国内出发厅和旅客办票区、到达厅和行李处理用房、远机位候机室和贵宾室，二层功能主要为国内旅客候机区；可满足年旅客吞吐量55万人次、货邮吞吐量2000吨的使用需求。

### 飞行区
赣州瑞金机场飞行区指标4C，民航站坪设8个机位，另有1个隔离机位；跑道长2600米、宽45米，两侧道肩各宽1.5米，双向设置I类精密进近系统，可满足年飞机起降6460架次的使用需求。